# Schefflera rostrata
Schefflera rostrata là một loài thực vật có hoa trong Họ Cuồng cuồng. Loài này được (Wight) Harms miêu tả khoa học đầu tiên năm 1894.